# Carles Puigdemont
Carles Puigdemont i Casamajó (Amer, Gerona, 29 de diciembre de 1962) es un político español que ejerció como presidente de la Generalidad de Cataluña entre 2016 y 2017 y como diputado no inscrito al Parlamento Europeo entre 2019 y 2024. Desde octubre de 2024 ocupa la presidencia del partido político Junts per Catalunya.
Con una experiencia profesional como periodista en diversos medios de Cataluña y adscrito al ala independentista de Convergencia Democrática de Cataluña (CDC) desde su juventud, ejerció de alcalde de Gerona entre 2011 y 2016. Fue diputado de la viii, ix y x legislaturas del Parlamento de Cataluña por Convergència i Unió (CiU) y en la xi legislatura por Junts pel Sí. Accedió al cargo de presidente de la Generalidad de Cataluña tras las elecciones autonómicas de 2015, investido como solución de compromiso con la Candidatura de Unidad Popular, formación independentista que resolvió impedir una nueva investidura de Artur Mas.
Durante su mandato como presidente de la Generalidad se impulsó la celebración ilegal del referéndum de independencia de Cataluña el 1 de octubre de 2017 y se efectuó una pretendida declaración unilateral de independencia del territorio el día 27 del mismo mes. Así, fue cesado en el cargo el 28 de octubre de 2017, al amparo de la Orden PRA/1034/2017, de 27 de octubre, en aplicación del artículo 155 de la Constitución española de 1978. Fue puesto entonces en busca y captura en territorio español acusado de presuntos delitos de rebelión, sedición y malversación de caudales públicos por actos que se le imputan en la organización del referéndum y la declaración unilateral de independencia.
Tras la disolución de CDC en 2016, Puigdemont estuvo activo, hasta 2020, en su partido sucesor, el Partido Demócrata Europeo Catalán (PDeCAT) e impulsó igualmente otras plataformas como la Crida Nacional per la República y Junts per Catalunya.
Instalado en Bélgica, concurrió como candidato a las elecciones al Parlamento Europeo de 2019 en España y resultó elegido eurodiputado. Una resolución del Tribunal de Justicia de la Unión Europea relativa a la situación procesal de Oriol Junqueras propició que se pudiese tramitar su acta de parlamentario en enero de 2020.
En 2024 se volvió a postular como candidato a las elecciones autonómicas catalanas, resultando electo. No obstante, no llegó a tomar posesión de su escaño, ante la orden de busca y captura que pesaba sobre él. En octubre de ese año, fue elegido por segunda vez como presidente de Junts per Catalunya. Poco después, en noviembre de 2024, dimitió como presidente de la asociación Consejo por la República.

## Biografía

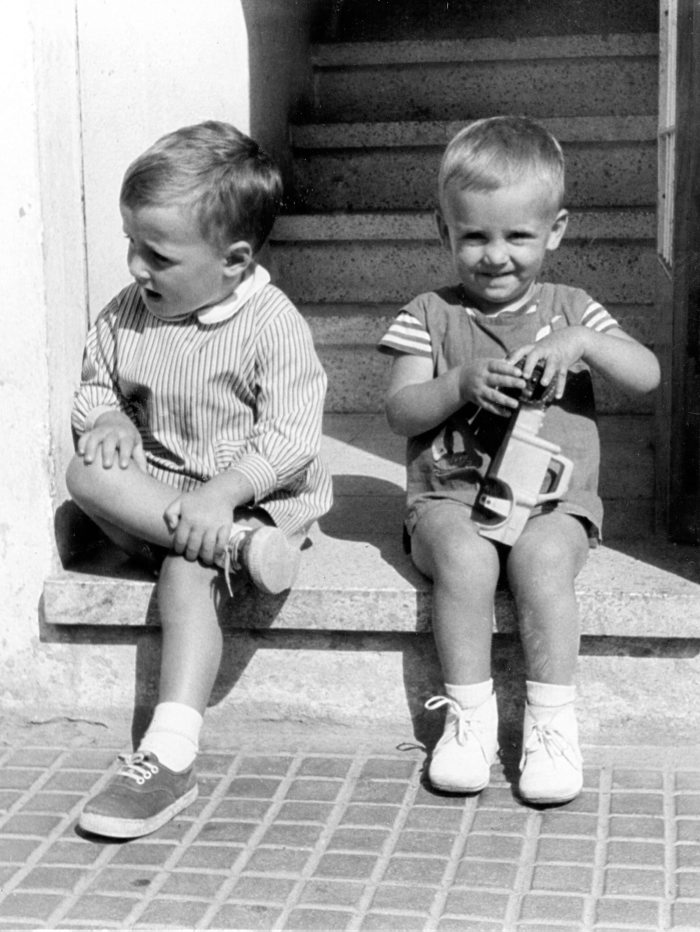
Carles Puigdemont (a la derecha), al lado de su hermano mayor.

Nació en 1962 en Amer (provincia de Gerona). Es hijo de Xavier (fallecido en noviembre de 2019) y Núria (fallecida en abril de 2024), y el segundo de ocho hermanos. Tiene orígenes andaluces, puesto que su abuela materna lo era; los otros tres abuelos eran catalanes.
Cursó la enseñanza primaria y la secundaria en su localidad natal. Inició los estudios de Filología Catalana en la Universidad de Gerona, pero no los terminó porque decidió dedicarse al periodismo. 

### Trayectoria periodística
La vocación periodística la había comenzado en 1978, a los dieciséis años, redactando crónicas futbolísticas y de otro tipo para el periódico Los Sitios de Gerona.
En 1981 empezó a trabajar en el diario El Punt, donde acabó siendo redactor jefe. También trabajó en la revista Presència.
Es miembro del Colegio de Periodistas de Cataluña desde 1988, del que fue vocal de la Junta de Gobierno de 1995 a 1999.
En 1994 publicó el libro Cata... què? Catalunya vista per la prensa internacional, al que siguieron varios ensayos sobre el impacto de las nuevas tecnologías en el sector de la comunicación. Más tarde fue nombrado primer director de la Agencia Catalana de Noticias.
En 2002 fue nombrado director de la Casa de Cultura de Gerona. En este período conoció a quien sería su futura esposa, la periodista rumana Marcela Topor, con la que tiene dos hijas, Magalí y María.
En 2004 regresó al periodismo como director general del periódico Catalonia Today, un periódico catalán en inglés que contribuyó a impulsar con la ayuda de subvenciones otorgadas entre 2004 y 2010 por la Generalidad de Cataluña y por un importe total de 419 380 €.[cita requerida] Después de su marcha del periódico Catalonia Today lo dirigió su esposa. Habla catalán, español, inglés, francés y rumano.

### Trayectoria política

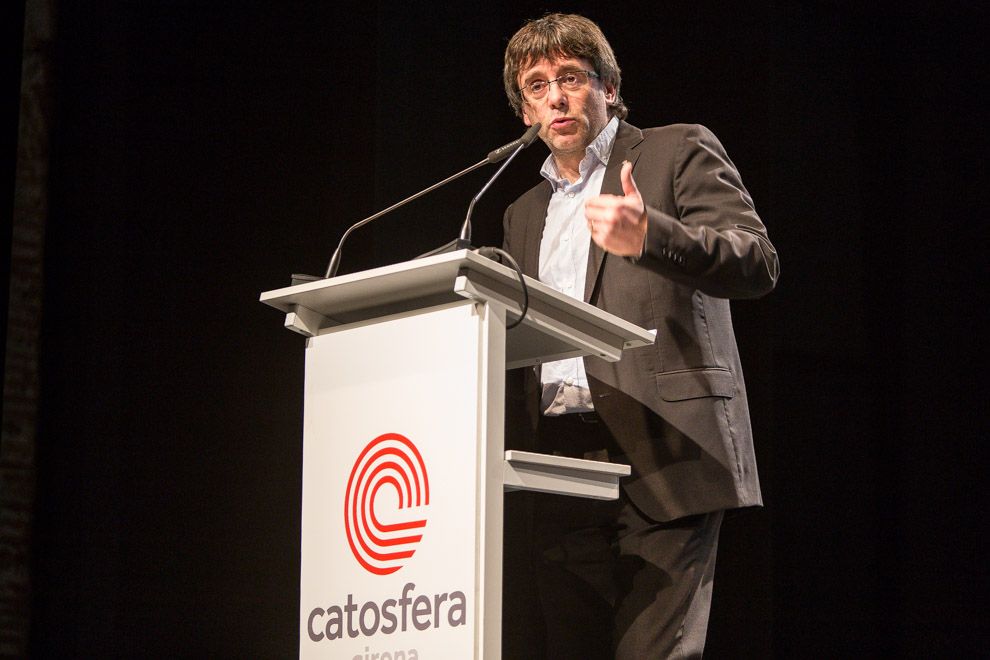
Puigdemont en 2015

En 1980 inició su activismo político marcado por el independentismo.[cita requerida] En ese año, cuando contaba diecisiete años de edad, asistió a su primer mitin, de Jordi Pujol, acompañado de su tío y padrino Josep, militante de Convergencia Democrática de Cataluña (CDC) y alcalde de Amer. Poco después se afilió a CDC siendo uno de los fundadores en Gerona de la Joventut Nacionalista de Catalunya, la rama juvenil del partido.
Durante sus años universitarios fue activista de Llamamiento a la Solidaridad en Defensa de la Lengua, la Cultura y la Nación Catalanas. En 1992 participó en los actos de apoyo a los independentistas que posteriormente serían detenidos en el marco de la llamada Operación Garzón. Diez años después ocupó su primer cargo político como director de la Casa de la Cultura de Gerona, puesto que detentó hasta 2004.
En 2006 fue candidato en las elecciones al Parlamento de Cataluña por CiU por la circunscripción de Gerona y fue elegido diputado. El año siguiente fue nombrado por su partido candidato a la alcaldía de Gerona, pero, como no ganó, durante los cuatro años siguientes desempeñó el cargo de portavoz del grupo de CiU en el Ayuntamiento. A partir de esa fecha comenzó a dedicarse exclusivamente a la política.
El 1 de julio de 2011 se convirtió en el sucesor de Anna Pagans al frente del Ayuntamiento de Gerona, tras ganar las elecciones municipales celebradas el 22 de mayo del mismo año, acabando así con más de 32 años de hegemonía del PSC en la ciudad, que llevaba gobernando desde después de las elecciones municipales de 1979.
En julio de 2015 sustituyó a Josep Maria Vila d'Abadal como presidente de la Asociación de Municipios por la Independencia y su nombre se incorporó al grupo de personas clave para la «refundación» de CDC.
En las elecciones al Parlamento de Cataluña del 27 de septiembre de 2015 ocupó el puesto número tres en la lista de Junts pel Sí por Gerona y fue reelegido diputado. Después del veto de la Candidatura de Unidad Popular (CUP) a Artur Mas, el 9 de enero de 2016 el presidente en funciones de la Generalidad anunció que proponía su nombre para ser investido como nuevo presidente.

### Presidente de la Generalidad de Cataluña
El 10 de enero de 2016 fue investido presidente de la Generalidad de Cataluña gracias al acuerdo de su partido con la CUP.

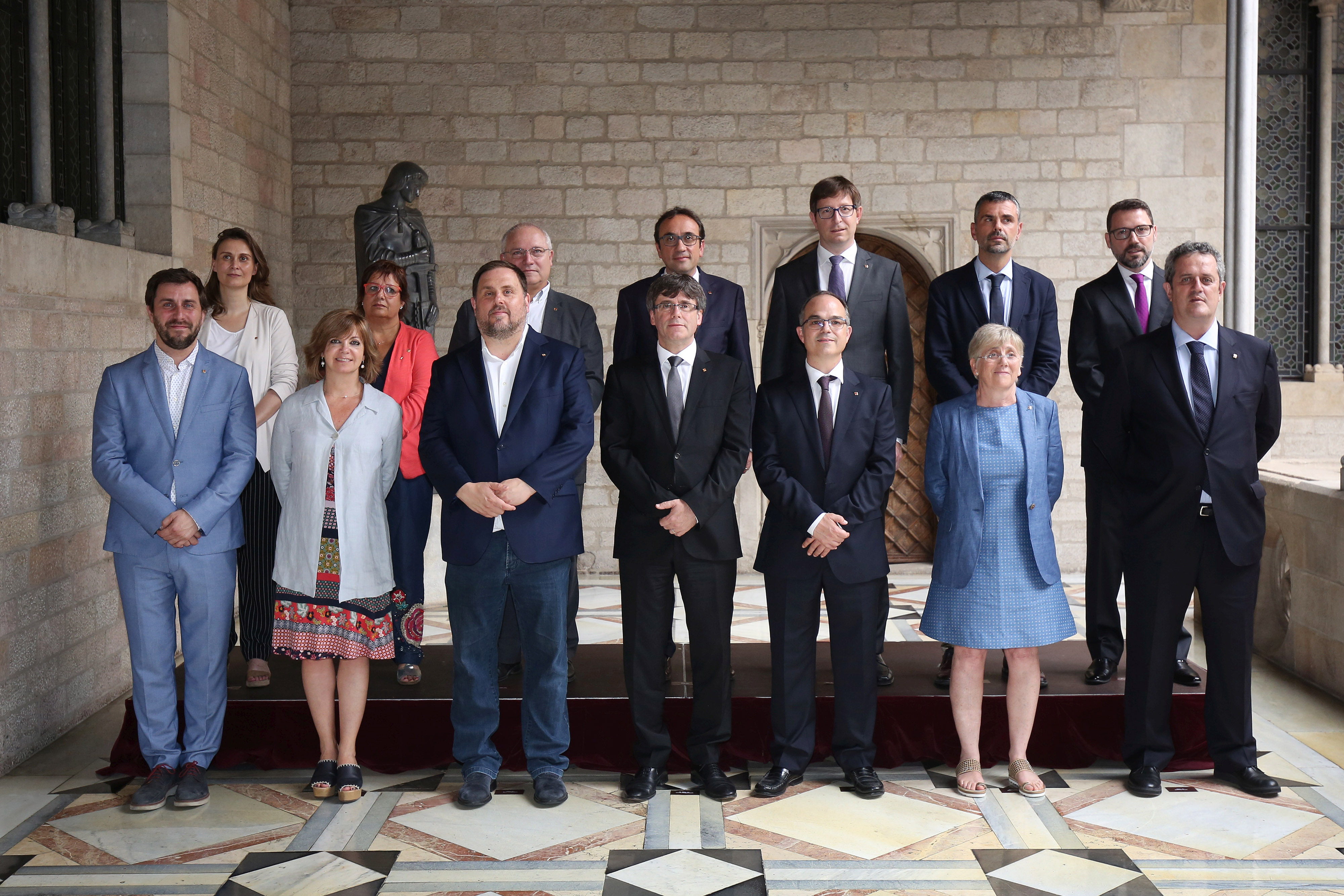
Gobierno de Cataluña en julio de 2017

Su legislatura constituyente debía durar inicialmente 18 meses. Afrontó la acción de gobierno con el objetivo de desarrollar las llamadas estructuras de Estado. Aparte, el apoyo de la CUP se volvió progresivamente más complicado a pesar del acuerdo de legislatura. Las tensiones culminaron en junio de 2016, cuando la formación anticapitalista denegó el apoyo a los presupuestos. En respuesta, Puigdemont presentó una moción de confianza el 28 de septiembre de 2016.
En julio de 2016 Puigdemont asistió al último congreso de Convergència, en el que se acordó su refundación en un nuevo partido, el Partido Demócrata Europeo Catalán, más conocido por sus siglas PDeCAT.
El 19 de septiembre de 2016 el presidente valenciano Ximo Puig y su homólogo Carles Puigdemont se reunieron en el Palacio de la Generalidad Valenciana para firmar un acuerdo de reciprocidad de los canales de la Corporación con los de la Corporación Catalana de Medios Audiovisuales. El acuerdo incluyó la creación de una comisión técnica mixta con Cataluña para hacer efectiva dicha reciprocidad.
En diciembre de 2016 convocó el Pacto Nacional por el Referéndum y se avino a intentar pactar el referéndum con el Estado español sin renunciar a convocarlo en caso de que fuera rechazado. Finalmente, el 9 de junio de 2017 se presentó la fecha y pregunta del referéndum en un acto en el Patio de los Naranjos del Palacio de la Generalidad de Cataluña. 
En septiembre de 2017, el entonces fiscal general del Estado, José Manuel Maza, evocó la posibilidad de detener a Carles Puigdemont por malversación de fondos públicos. De hecho, según Enric Millo, Puigdemont «se había concentrado en un único objetivo: el proceso independentista, el referéndum del 1-O y la declaración de independencia», mientras que la Generalidad contraía una deuda con sus proveedores de 2000 millones de euros.

### Referéndum y declaración de independencia
El mismo día 1 de octubre, tras la celebración ilegal del referéndum, Puigdemont anunció que trasladaría los resultados al Parlamento de Cataluña. En sesión plenaria el 10 de octubre, Puigdemont hizo una declaración parcial de independencia, a la espera de una mediación internacional y tras haber tenido la víspera una entrevista con enviados rusos que le ofrecieron apoyo militar y económico del Gobierno ruso. El presidente anunció inmediatamente que la declaración quedaba en suspenso temporal para abrir un periodo de negociación con el Gobierno español.
A raíz de estos hechos, el Gobierno español anunció el 21 de octubre su voluntad de aplicar el artículo 155 de la Constitución Española. El 27 de octubre de 2017, desde la tribuna del Parlamento de Cataluña se procedió a la declaración unilateral de independencia de Cataluña de 2017 (DUI) al amparo de los resultados del referéndum ilegal del día 1 de octubre y en contra de lo dispuesto en la Constitución española de 1978 y en el Estatuto de Autonomía de Cataluña de 2006. Sin embargo, dicho documento (DUI) no se registró en el Parlamento, por lo que carecía de validez jurídica, como así lo reconoció Puigdemont unos días más tarde.
En reacción a la declaración, el Senado aprobó las medidas propuestas por el gobierno de Mariano Rajoy al amparo del artículo 155 de la Constitución Española, entre ellas la destitución de Carles Puigdemont como presidente de la Generalidad de Cataluña y de todo el Gobierno de Cataluña. Inmediatamente después fue publicado en el Boletín Oficial del Estado.

### Cese y causa judicial

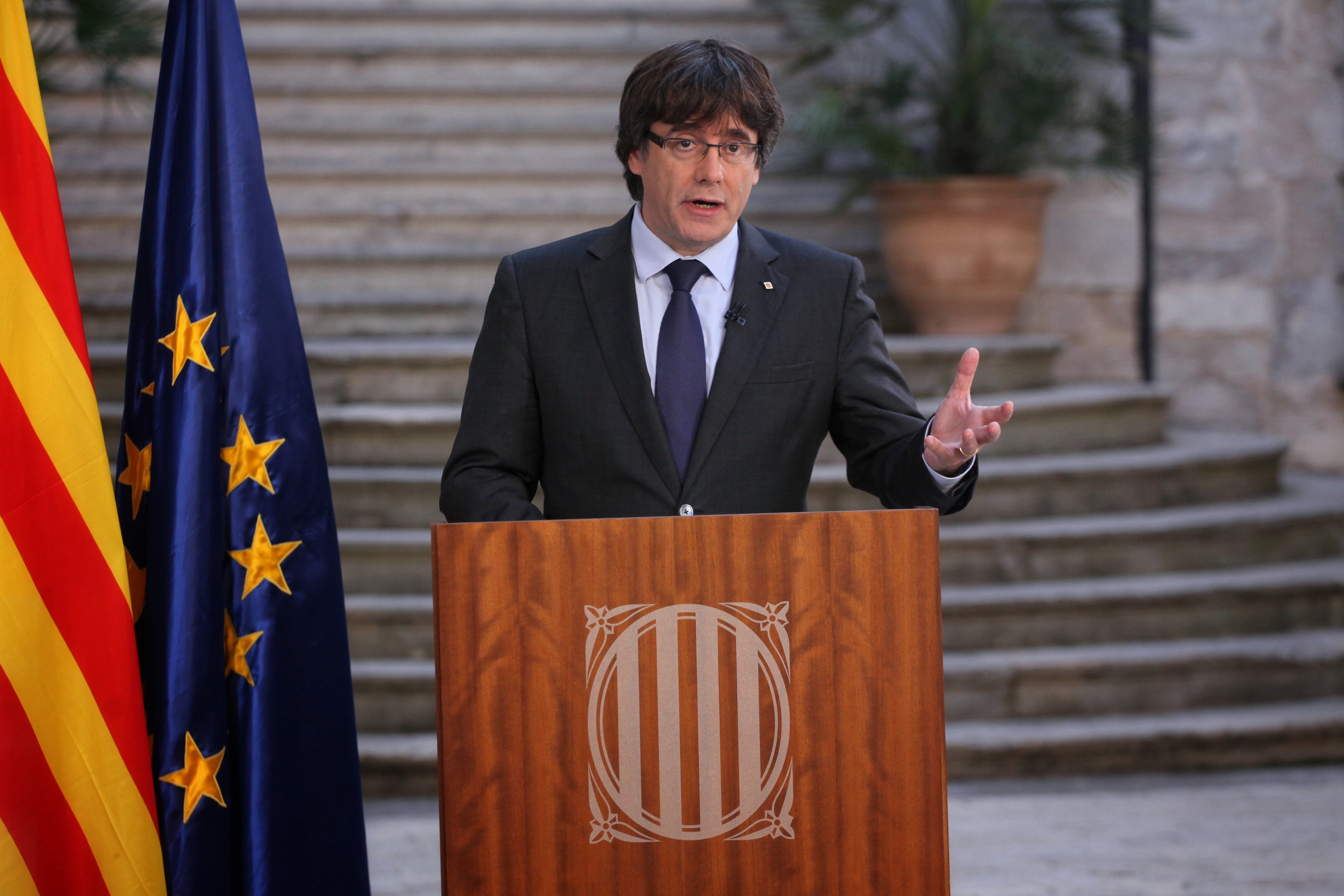
Puigdemont pronunciando un discurso posterior a su destitución, patio de las Magnolias del Antiguo Hospital de Santa Catalina de Gerona

El 28 de octubre de 2017, en aplicación del Artículo 155 de la Constitución de 1978, fue cesado como presidente de la Generalidad. Un día después, el 29 de octubre, emprendió un viaje a Bruselas para esquivar la acción judicial, saliendo desde su domicilio en Gerona agachado en la parte trasera de un vehículo simulando ser un bulto para así pasar inadvertido, o, según otras fuentes, escondido en el maletero, y tomando un vuelo desde Marsella a la capital europea, para evitar la acción de la justicia española. El 31 de octubre de 2017, en una rueda de prensa ofrecida desde Bruselas, solicitó garantías de un juicio imparcial para acceder volver a España, afirmando su intención de quedarse en Bruselas y mantener su actividad política desde allí. Desde entonces es considerado un fugitivo o un exiliado, dependiendo de la fuente.
El 3 de noviembre la jueza Carmen Lamela cursó una euroorden de detención contra Carles Puigdemont y los cuatro consejeros de su gobierno que no habían acudido a la citación judicial por encontrarse en Bélgica: Antoni Comín (Salud), Lluís Puig (Cultura), Meritxell Serret (Agricultura) y Clara Ponsatí (Educación). Dicha euroorden sería retirada posteriormente, el 5 de diciembre de 2017, cancelada por el Tribunal Supremo, quedando solo vigente la orden de detención en territorio español.
El 23 de marzo de 2018 el juez instructor Pablo Llarena anunció el procesamiento de Puigdemont por los delitos de rebelión y malversación. Posteriormente, Llarena procedió también a cursar una nueva orden de detención europea e internacional en contra de Puigdemont, que en ese momento se encontraba en Helsinki (Finlandia) desde el día 22 de marzo.
Dos días después, el 25 de marzo, la policía alemana, en coordinación logística con el Centro Nacional de Inteligencia, detuvo a Puigdemont en una gasolinera del Estado federado alemán de Schleswig-Holstein, poco después de cruzar la frontera entre Dinamarca y Alemania por carretera, evitando el avión y el ferry para no ser capturado junto con su séquito de acompañantes.
Tras su detención, quedó en situación de «arresto provisional», e ingresó en la prisión de Neumünster. El 5 de abril la justicia alemana lo dejó en libertad bajo fianza de 75 000 euros mientras decidía sobre la extradición. A pesar de que el tribunal de Schleswig-Holstein desestimó el delito de rebelión y no apreció la consumación del delito de alta traición en virtud de la legislación alemana, la orden europea de detención y entrega sobre Puigdemont continuó vigente por otros delitos, como el de malversación de caudales públicos.
En mayo de 2018, el Partido de Centro alemán ofreció a Puigdemont ser su cabeza de lista para las elecciones al Parlamento Europeo de 2019, pero finalmente Puigdemont rechazó la propuesta.
En julio de 2018, el tribunal de Schleswig-Holstein tomó la decisión de extraditar a Puigdemont a España por el delito de malversación de fondos. No obstante, el Tribunal Supremo rechazó la extradición oponiéndose al acuerdo de la Justicia alemana de rechazar que el dirigente independentista fuese juzgado por un delito de rebelión. Si bien se desmanteló la euroorden, la orden de detención nacional seguía vigente y por lo tanto Puigdemont sería arrestado en caso de volver a entrar en territorio español. A los pocos días, Puigdemont manifestó su intención de establecerse de nuevo en la población belga de Waterloo, cerca de Bruselas. Al mismo tiempo presentó el movimiento Crida Nacional per la República.
Fue nuevamente detenido en la isla italiana de Cerdeña el 23 de septiembre de 2021. Al día siguiente se puso a disposición judicial de la Corte de Apelación de Sassari y el fiscal italiano se aferró completamente a las decisiones del TJUE y, por tanto, no pidió ninguna medida cautelar, poniéndolo en libertad el mismo día.
En junio de 2024, el juez Joaquín Aguirre abrió una nueva causa para investigar a Puigdemont por presunta traición, pese a la orden de la Audiencia de Barcelona de poner fin a la instrucción debido a la ley de amnistía proclamada por el gobierno español en 2024. En julio, el Tribunal Supremo decidió que no se puede aplicar la ley de amnistía por el delito de malversación, y por eso mantiene la orden de detención contra Carles Puigdemont.
A principios de agosto, en una carta a la opinión pública, Carles Puigdemont comunicó que volvería a España para poner en «evidencia que en España las amnistías no amnistían, que hay jueces dispuestos a desobedecer la ley y que el Gobierno español lo observa con la indolencia del resignado». El 8 de agosto de 2024, reapareció en Barcelona, donde dio un breve discurso en el Arco de Triunfo, tras lo que abandonó de nuevo España sin ser detenido por las fuerzas y cuerpos de seguridad.

### Política desde Europa
En abril de 2019 se presentó a las elecciones al Parlamento Europeo de mayo de 2019 en España como candidato en el número 1 de la lista de la coalición Lliures per Europa. Aunque inicialmente su inclusión en las listas fue vetada por la Junta Electoral Central (JEC) debido a unos recursos presentados por el Partido Popular y Ciudadanos (fue sustituido temporalmente en la lista por Gonzalo Boye), finalmente su candidatura fue permitida por los juzgados de lo Contencioso-Administrativo de Madrid y ratificada por el Tribunal Constitucional frente a unos nuevos recursos de PP y Cs, procediéndole a proclamar la JEC.
Al negarse a jurar la Constitución, tal como establece la legislación española, su nombre no figuró en la lista que la Junta Electoral envío en al Parlamento Europeo con el nombre de los eurdiputados electos en España. En consecuencia Antonio Tajani, presidente del Parlamento no le permitió tomar posesión de parlamentario. Posteriormente, David Sassoni, sucesor de Tajani, basándose en una sentencia del Tribunal de Justicia de la Unión Europea (TJUE) sobre Oriol Junqueras, le reconoció como diputado, y como tal ha participado en el Parlamento, hasta la renovación de sus miembros en 2024.
Instalado en Waterloo, en la denominada en la Casa de la República, Puigdemont ha intervenido de distintos modos en la política española, principalmente como presidente del partido Junts por Catalunya, pero también valiéndose de su presencia en el Parlamento Europeo.
Finalmente el TJUE, ha rechazado definitvamente el recurso de Puigdemont, contra la decisión del Parlamento Europeo de reconocerlo como eurodiputado: en este sentido declara que Puigdemont no debería haber ocupado un escaño en el Parlamento Europeo.
En noviembre de 2024 difundió varios bulos sobre las inundaciones de la DANA de 2024 en España, asegurando que la Guardia Civil marcaba con una X los vehículos en los que se hallaban víctimas o que la Comunidad Valenciana había rechazado la ayuda humanitaria ofrecida por Cataluña -de lo que se hicieron eco algunos medios catalanes-, lo que sería desmentido por Salvador Illa, presidente de la Generalidad catalana.